# Schoenoplectus pungens
Schoenoplectus pungens là loài thực vật có hoa trong họ Cói. Loài này được (Vahl) Palla miêu tả khoa học đầu tiên năm 1888.

## Hình ảnh

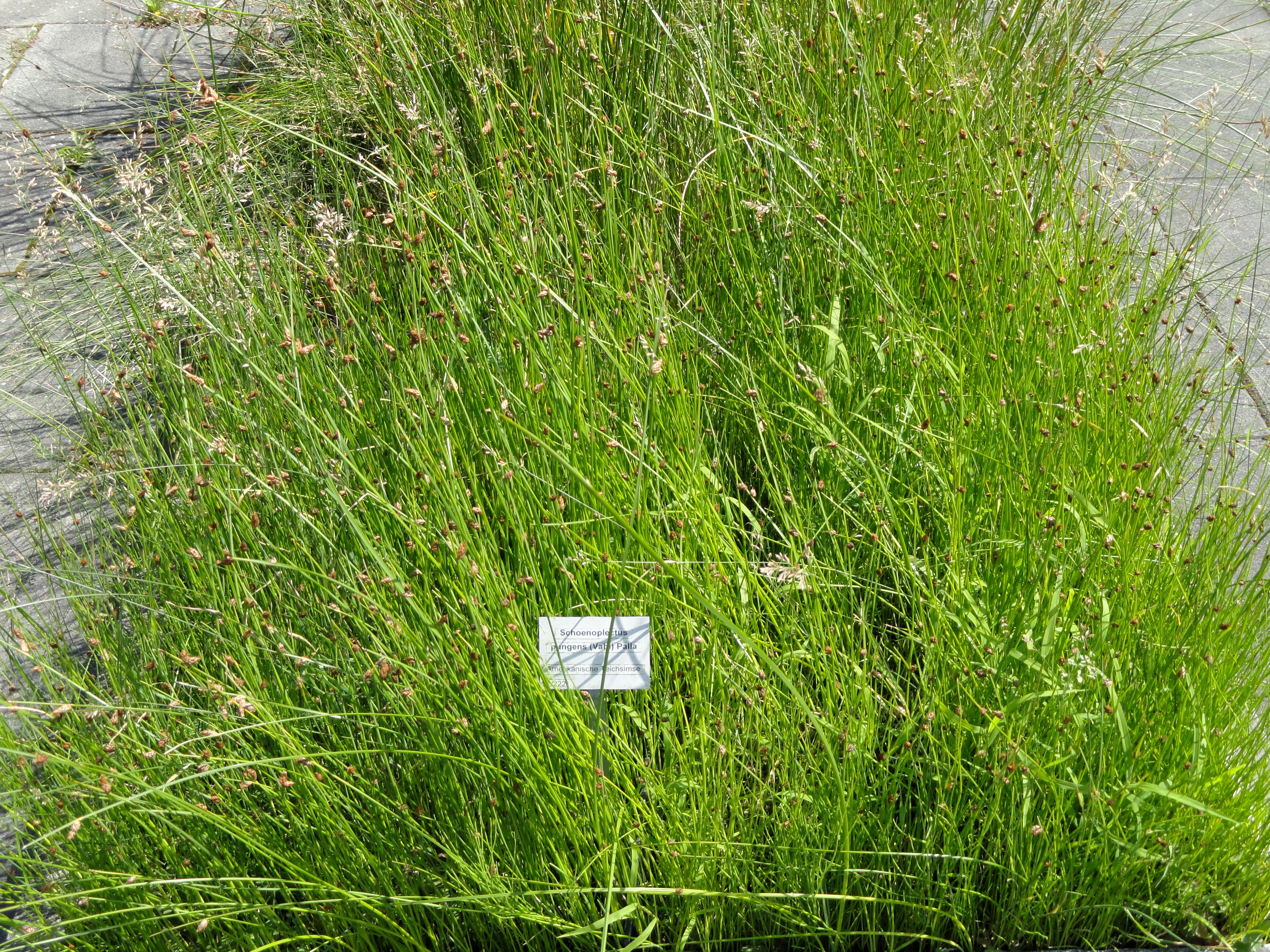
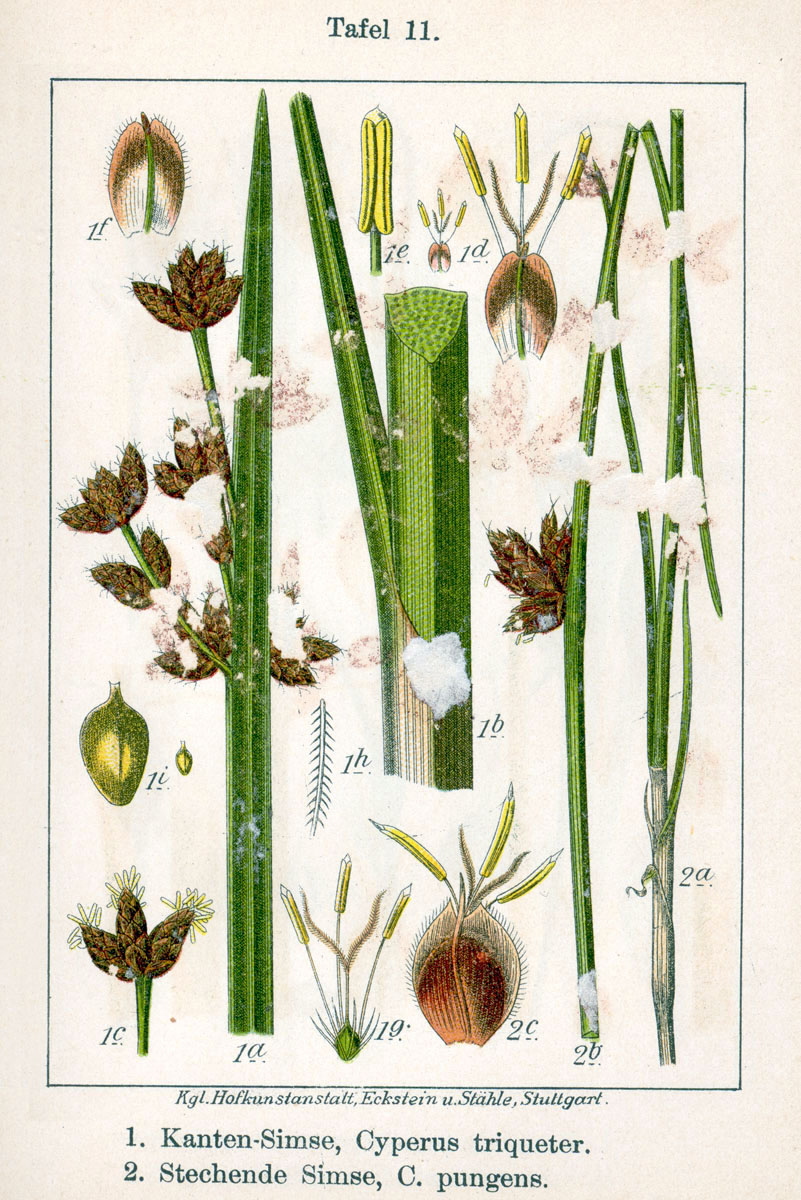
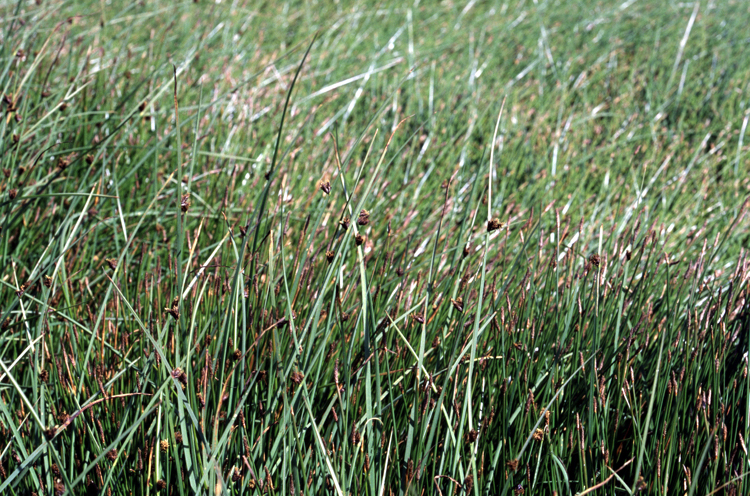
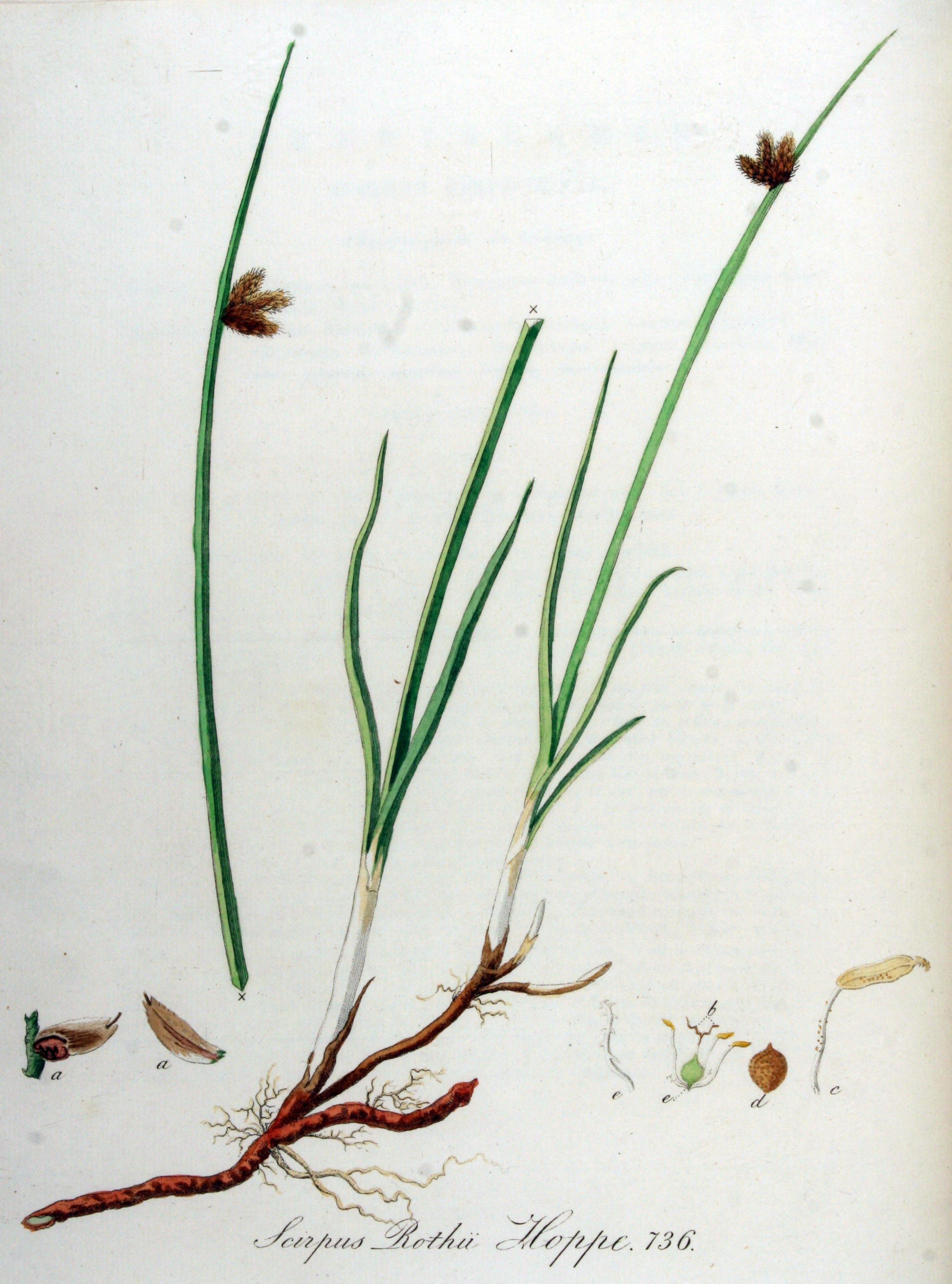